# Slinger van Foucault
Een slinger van Foucault is een slinger waarmee wordt aangetoond dat de aarde roteert.
De slinger van Foucault kan in alle richtingen bewegen, in tegenstelling tot de slinger van een klok die in slechts een vlak beweegt. De slinger moet in staat zijn om urenlang in beweging te blijven, want als men de slinger handmatig in beweging houdt, kan men (gewild of ongewild) ook het slingervlak beïnvloeden. Dit kan bereikt worden door een zeer lange slinger te maken, met een zwaar gewicht aan de onderzijde.

## Geschiedenis

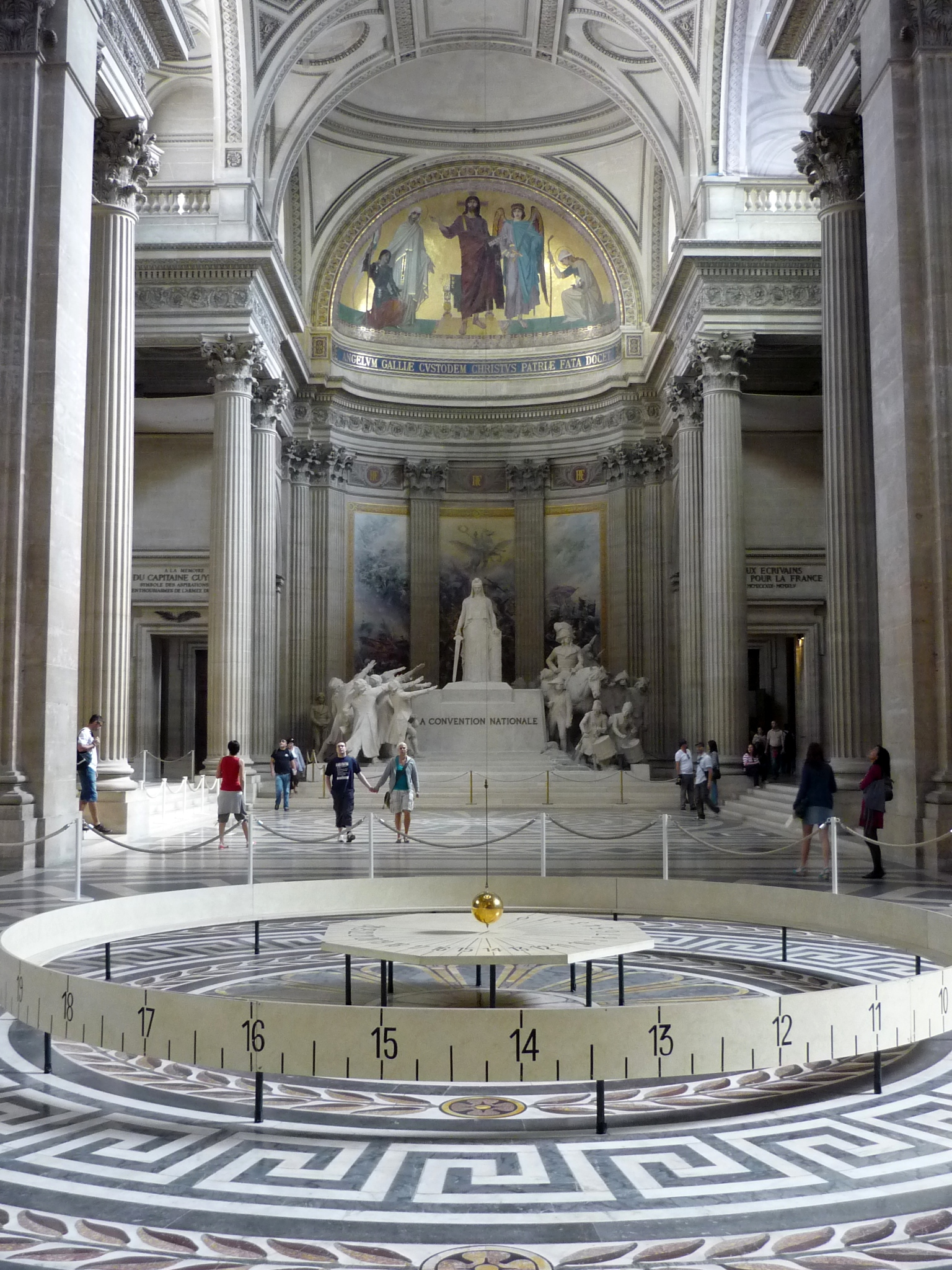
De slinger in het Panthéon te Parijs

De Franse fysicus Léon Foucault demonstreerde zijn slinger voor het eerst op 26 maart 1851, onder de koepel van het Panthéon in Parijs. De gebruikte slinger bestond uit een 28,3 kg zware bol hangend aan een 67 meter lang touw.
Het aardige van het experiment is dat het de draaiing van de aarde bewijst in een geheel afgesloten ruimte, zonder zicht op de zon en de sterren; het bewijs van de aardse draaiing wordt geleverd zonder astronomische waarnemingen. Belangrijker is dat de slinger bewijst dat de aarde roteert, terwijl men uit een blik op de sterren zou kunnen concluderen dat de hemelbol om de stilstaande aarde draait.
Om de beweging van de slinger waar te nemen had Foucault de vloer van het Pantheon met zand bedekt. De slinger trok een klein streepje door het zand tijdens zijn beweging. Na een uur was het slingervlak al behoorlijk van stand veranderd ten opzichte van de vloer.
Of Foucault bekend was met het eerdere theoretische werk van Gustave-Gaspard Coriolis is niet bekend. Achteraf is te zien dat bij het gedrag van zijn slinger een vorm van het corioliseffect bepalend is.
In 1855 verscheen in het populair-wetenschappelijke tijdschrift Album der Natuur een uitgebreide beschouwing van de hand van de sterrekundige Frederik Kaiser over 'De Beweging der Aarde en hare jongst ontdekte Bewijsgronden,' waarin de ontdekking van Foucault kritisch wordt behandeld.
Het experiment van Foucault is sinds 1851 vaak op veel plaatsen herhaald. Sinds 2001 hangt er bijvoorbeeld een slinger in de Cosmos Sterrenwacht te Lattrop. Deze slinger wordt in beweging gehouden door een elektromagneet in de vloer, midden onder de slinger. Deze magneet wordt steeds even ingeschakeld vlak voor de slinger het laagste punt bereikt en trekt dan de slinger kort aan.

## Locatie

Slinger van Foucault op het zuidelijk halfrond; deze animatie laat veel minder slingeringen zien dan er in 24 uur plaatsvinden

Wanneer de slinger is geplaatst op een van de geografische polen, staat het vlak van slingering stil ten opzichte van de vaste sterren. Dit is in overeenstemming met de eerste wet van Newton. De noordpool draait vanuit de ruimte gezien tegen de klok in (linksom) en de vloer onder de slinger ook. Maar doordat toeschouwers met de aarde meedraaien, lijkt voor hen het slingervlak met de klok mee te draaien (rechtsom). De schijnbare kracht die dit veroorzaakt, wordt corioliskracht genoemd.
Wanneer de slinger van Foucault zich ergens op de evenaar bevindt is het effect nul, want dan zal het slingervlak met de aarde meedraaien. Op de polen is het effect maximaal.

## Draaisnelheid
Het vlak draait ten opzichte van de aarde met een draaisnelheid die evenredig is met de sinus van de breedtegraad. Op 30° noorder- en zuiderbreedte draait de slinger in twee etmalen geheel rond, op 52° (zoals in Nederland) in 1,27 etmaal. Op de polen draait het vlak eenmaal per etmaal rond.
In formulevorm geldt voor de draaisnelheid Dj:
{\displaystyle D_{j}=15^{\circ }\cdot \sin(\varphi )/\mathrm {h} =360^{\circ }\cdot \sin(\varphi )/\mathrm {dag} }
Waarin {\displaystyle \varphi } de breedtegraad is.
De Nederlandse natuurkundige Heike Kamerlingh Onnes schreef in 1879 een proefschrift over de slinger van Foucault: "Nieuwe bewijzen voor de aswenteling der aarde".
Een "vibratiegyroscoop" is in wezen een zeer verkleinde slinger van Foucault. Uitgevoerd als micro-elektromechanisch element MEMS worden ze toegepast in bijvoorbeeld spelconsoles voor de Nintendo Wii.

## De duur van een omwenteling

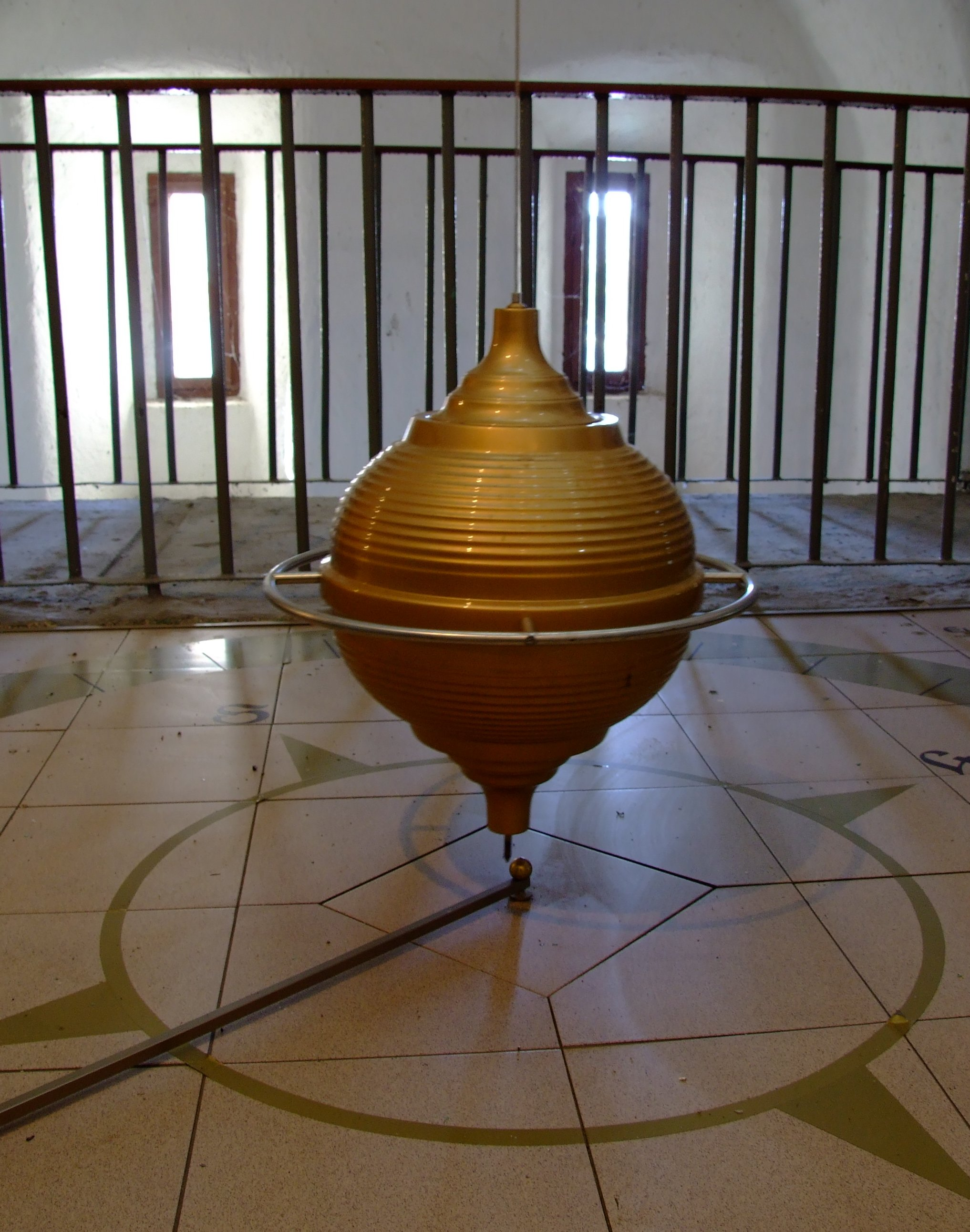
Slinger van Foucault in het slot van Stettin, Polen

De duur van een omwenteling (360°) van het slingervlak is te berekenen door een siderische dag te delen door de sinus van de breedtegraad.
Dat betekent dat op de noordpool een omwenteling gelijk is aan een siderische dag (23 uur, 56 minuten en 4,09 seconden) met de klok mee (rechtsom) en in Nederland (breedte 52°) 30 uur en 24 minuten (ook rechtsom). Aan de evenaar is de duur oneindig want het slingervlak daar staat stil. Meer naar het zuiden zal een omwenteling weer in tijd afnemen maar dan tegen de klok in (linksom).

## Wetenswaardigheden
- Het Musée des Arts et Métiers in Parijs stelde sinds 1855 de originele slinger permanent tentoon. De originele Foucault-slinger werd getoond als deel van de collectie, en werd in 1995 tijdelijk verhuisd naar het Panthéon vanwege renovatie in het museum. Voor de heropening in 2000 werd het origineel teruggegeven. In april 2010 echter brak het koord waardoor de bol zwaar beschadigd raakte. Nu slingert er een kopie, evenals in het Panthéon.
- Ook de Sint-Petroniusbasiliek in Bologna bevat in een van de zijkapellen een slinger; Umberto Eco was jarenlang hoogleraar aan de Universiteit van Bologna. De slinger heeft Umberto Eco geïnspireerd tot het schrijven van een boek met dezelfde titel.
- Voor het honderdjarige jubileum op 26 maart 1951 is het experiment met de slinger overgedaan in de Salle des Pas Perdus van het Brusselse Justitiepaleis.
- In 1955 ontving de Verenigde Naties van minister Joseph Luns een slinger van Foucault gemaakt door Philips. Het onderstel was ontworpen door Gerrit Rietveld en bevat een opschrift van de toenmalige koningin Juliana. Het energieverlies (door de luchtweerstand) van dit systeem wordt gecompenseerd door een elektrische spoel die wervelstromen (ook ontdekt door Foucault) opwekt in de kogel die als gewicht van de slinger dient.[3] Het systeem hangt in 2019 nog in de hal van het hoofdgebouw van de VN.
- In 1985 was de slinger in Rotterdam te zien op de wetenschappelijke tentoonstelling Fenomena die dat jaar plaatsvond in het Park bij de Euromast.
- Op 8 mei 2007 is door koningin Beatrix de slinger van Foucault in beweging gezet in het Huygensgebouw van de Radboud Universiteit Nijmegen.
- Sinds 2001 hangt in de Sint-Nicolaaskerk in Brouwershaven een slinger van Foucault die eerder in de Grote Kerk in Veere hing. Sinds 1 mei 2007 hangt er weer een slinger van Foucault in de Grote Kerk in Veere. Deze slinger is ontworpen en gemaakt door de kunstenaar Kees Wijker uit Middelburg.
- Sinds 26 april 2018 hangt er een slinger van Foucault in de oude Watertoren van Axel (Zeeland).
- Op 17 juni 2018 werd er in de Dominikanerkirche te Münster (Duitsland) een slinger van Foucault in gang gezet. Aanleiding was de plaatsing van het kunstwerk "twee grijze dubbele spiegels voor een slinger" van de schilder en beeldhouwer Gerhard Richter (geb. 1932).
- In het Museu de les Ciències Príncipe Felipe in Valencia is een slinger aanwezig met een bol van 130 kg en een kabellengte van 30 meter.[4][5]